# O Leque de Lady Windermere

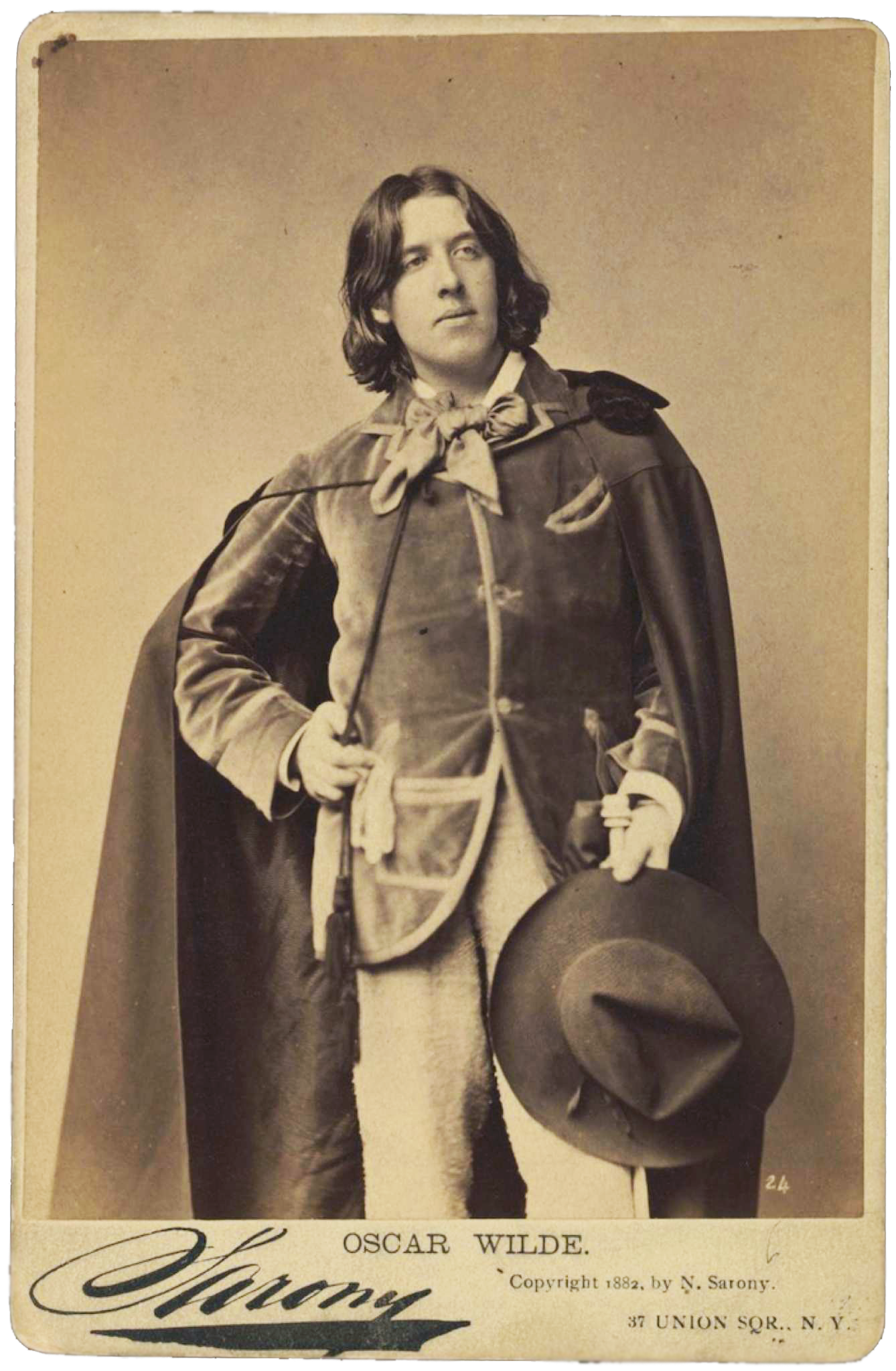
Oscar Wilde.

O leque de Lady Windermere (em inglês: Lady Windermere's Fan) é uma comédia de costumes em quatro atos escrita por Oscar Wilde em 1892 e publicada, pela primeira vez, em 1893. Foi encenada pela primeira no sábado de 20 de fevereiro de 1892, no St James's Theatre, em Londres.

## Sinopse
O enredo, baseado em situações que envolvem intrigas e mentiras, retrata a elegância e a superficialidade da sociedade vitoriana. Lady Windermere, a protagonista, sem saber que é filha da sra. Erlynne, desconfia de que o marido mantém um caso de amor clandestino com esta última. Contudo, mal sabe ela que Robert Windermere, o marido, conhecendo a verdadeira história, não tem o menor interesse amoroso pela sra. Erlynne e, sim, um respeito profundo por saber que ela é, na verdade, sua sogra. Enciumada, Lady Windermere pretende vingar-se de Robert, cometendo adultério. A sra. Erlynne, conhecendo os planos da filha, tenta evitar que esta cometa tolice semelhante a dela, a qual, no passado, custou-lhe o afastamento da família.